# Spergularia bracteata
Spergularia bracteata là loài thực vật có hoa thuộc họ Cẩm chướng. Loài này được (B.L. Rob.) A. Nelson & J.F. Macbr. miêu tả khoa học đầu tiên năm 1916.